# 斯特凡诺·西巴尼
斯特凡诺·西巴尼（義大利語：Stefano Sibani，1951年10月6日—），意大利排球运动员。他曾代表意大利参加1976年和1980年夏季奥林匹克运动会排球比赛。